# Bagno di Gavorrano
Bagno di Gavorrano is een plaats (frazione) in de Italiaanse gemeente Gavorrano.